# 14094 Garneau
14094 Garneau è un asteroide della fascia principale. Scoperto nel 1997, presenta un'orbita caratterizzata da un semiasse maggiore pari a 2,9120377 UA e da un'eccentricità di 0,0468827, inclinata di 3,14067° rispetto all'eclittica.
L'asteroide è dedicato a Marc Garneau, primo astronauta canadese ad andare nello spazio.